# Dimetilalil pirofosfat
Dimetilalil pirofosfat (ili -difosfat) (DMAPP) je intermedijarni proizvod mevalonatnog puta, kao i DOXP/ puta. On je izomer izopentenil pirofosfata (IPP), i javlja se u virtualno svim životnim formama. Enzim itopentenil pirofosfat izomeraza katalizuje izomerizaciju DMAPP-a iz IPP-a.
Prekurzor DMAPP-a u MVA putu je mevalonska kiselina, i 2-C-metil-D-eritritol-e-P u  putu. Smatra se da postoje kombinacije ova dva puta u organizmima koji koriste oba puta da formiraju terpene i terpenoide, kao što su biljke, i da je DMAPP proizvod takvog puta.